# 방패덮개근
방패덮개근(thyroepiglotticus, thyroepiglottic muscle) 또는 갑상후두개근(甲狀後頭蓋筋)은 후두의 근육이다. 방패모뿔근에서 꽤 많은 근섬유가 모뿔덮개주름까지 뻗는다. 여기서 일부는 소실되고 나머지는 후두덮개의 모서리까지 계속된다. 이 섬유들이 방패덮개근이라는 별개의 이름을 가지고 있으며, 간혹 별개의 근육으로 설명되기도 한다. 후두어귀를 넓히는 역할을 한다.

## 참고 문헌
이 문서는 현재 퍼블릭 도메인에 속하는 그레이 해부학 제20판(1918) page 1083의 내용을 기초로 작성된 글이 포함되어 있습니다.